# Wojciech Janowski

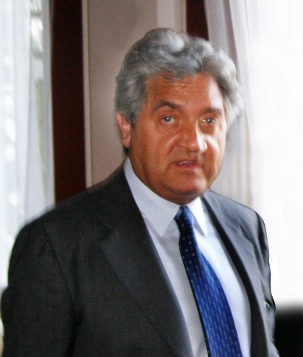
Wojciech Janowski

Wojciech Janowski (ur. 15 sierpnia 1949 w Warszawie) – ekonomista, przedsiębiorca, były konsul honorowy RP w Monako w latach 2007–2014.
Z dniem 27 czerwca 2014 roku Minister Spraw Zagranicznych odwołał pełniącego społeczną funkcję konsula honorowego RP w Monako, z powodu utraty nieposzlakowanej opinii niezbędnej do pełnienia tej funkcji.

## Biogram
Według oficjalnej biografii, w latach 1971–1975 studiował na University of Cambridge, gdzie miał uzyskać tytuł dyplomowanego ekonomisty. Francuska policja, zajmująca się sprawą zabójstwa Hélène Pastor, nie uzyskała potwierdzenia odbycia tych studiów. Pracował na stanowiskach dyrektorskich w firmach Grand Metropolitan (Anglia) oraz SBM Monaco (Monako). Był również koordynatorem współpracy polskiej Krajowej Izby Gospodarczej z Izbą Rozwoju Gospodarczego Monako.
W czerwcu 2014 został zatrzymany przez francuską policję w sprawie zabójstwa swojej teściowej, monakijskiej miliarderki Hélène Pastor.
We wrześniu 2018 (4 lata po morderstwie) rozpoczął się proces sądowy, gdzie jednym spośród 10 oskarżonych był Wojciech Janowski. 17 października został skazany na dożywotnie pozbawienie wolności.

## Działalność społeczna i charytatywna
Za całokształt działalności charytatywnej (w tym dla Polskiej Misji Katolickiej we Francji oraz fundacji na rzecz dzieci z autyzmem) w maju 2010 roku od prezydenta Francji otrzymał odznaczenie „L'Ordre National du Mérite au Grade d'Officier”.